# Дольни-Дудваг
Дольни-Дудваг (словац. Dolný Dudváh) — река в Словакии, протекает по Трнавскому краю. Приток реки Чьерна-Вода. Код реки — 4-21-16-956. Является правым рукавом реки Горни-Дудваг. Длина реки — 34,2 км, площадь водосборного бассейна — 751,492 км².
В низовье от Дольни-Дудвага отделяется левый рукав — Салибски-Дудваг.

## Притоки
По порядку от устья:
- Гидра (пр)
- Трнавка (пр)[2]